# Ultimax 100輕機槍
Ultimax 100輕機槍是一款由新加坡的新加坡科技動力製造，定位為班用機槍，為新加坡軍隊的制式輕機槍，用作班用支援武器。

## 設計
Ultimax 100採用氣動、開放式槍栓，將部分的射擊瓦斯導入槍管上方的瓦斯汽缸，利用瓦斯的壓力使活塞後退來打開槍機，進而發射北約5.56×45毫米彈藥。至於閉鎖方面，採用旋轉式槍機閉鎖系統，槍機前端附有微型閉鎖突耳，只要產生些許旋轉角度便可與槍管完成閉鎖。Ultimax 100最特別之處是它採用恆定後坐（Constant Recoil）機匣運作原理，槍機後坐行程大輻度加長，令射速和後座力比其他輕機槍為低，相對地精度也較高。
Ultimax 100採用射程可調窺孔式照門，槍管上的刺刀座通用所有對應M16的刺刀（M7和M9），導氣量選擇鈕可改變射速，亦裝有類似汤普森冲锋枪的前握把及兩腳架以對應不同的射姿。Ultimax 100的槍托可快速拆除，在拆除槍托後仍可穏定射擊，亦附有輕型兩腳架。
根據新加坡技術動力公司所發表的資料，Ultimax 100的射擊後座力在同等級5.56mm口徑機槍是最低的，因此在射擊時可以輕易保持槍枝的穩定性，並也可將其槍托拆下射擊。Ultimax 100重量極輕，槍枝本身重量不過4.9公斤，重量和舊式突擊步槍相當，即使裝上塑膠製的100發專用彈鼓並裝滿子彈，總重量也不過約6.8公斤。Ultimax 100以60、100發塑膠製專用彈鼓或20、30發彈匣供彈，其中彈鼓後半面呈半透明，可讓射手掌握剩餘子彈數量。
此槍可選擇射擊模式包括保險及全自動，部分型號更具有保險、單發、三連發及全自動。

### 與FN Minimi的對比
Ultimax 100所具有的獨特優點，提起很多國家軍隊的對它與趣，使之經常把它與獲多國採用的FN Minimi作不同程度比較。
| 對比            | Ultimax 100              | M249（美軍版本FN Minimi） |
| --------------- | ------------------------ | ------------------------- |
| 空槍重          | 4.9公斤                  | 6.9公斤                   |
| 射速（發/分鍾） | 400-600                  | 750-1000                  |
| 供彈系統        | 30發彈匣、100發彈鼓      | 30發彈匣、彈鏈            |
| 射擊模式        | 安全、單發、三點發、連發 | 安全、連發                |
| 後坐緩衝系統    | 恆定後坐                 | 液壓緩衝                  |

## 改進型
原型的Ultimax 100裝有固定的重槍管，其後的Mk 3改為裝有可快速更換的槍管，包括長508毫米（20寸）標準槍管和330毫米（13寸）短槍管版本。
在Mk 3及Mk 4改進型開始，Ultimax 100仍可以100發彈鼓或經改裝（彈匣左面開兩個固定孔）的北約標準30發STANAG彈匣供彈，由於100發彈鼓內部彈簧彈力強大，亦必須使用外置工具以重新裝彈。
Mk 4改進型中，加裝了“全自動”、“單發”、“保險”的射擊模式選擇鈕及改為使用類似C-Mag的半透明的双室彈鼓（方便射手觀看子彈數量）。Ultimax 100 Mk4的套件改為兩根長重槍管，有效射程為800米，由於遠距離射擊時以機械照門瞄準較為困難，裝上瞄準鏡較為適合。
Mk 5是Mk 4的摺疊槍托版本，加裝多段戰術導軌及完全對應STANAG彈匣及C-Mag 100發彈鼓。

## 採用
Ultimax 100由新加坡在1982年開發及制造，波斯尼亞、克羅地亞共和國、斐濟、洪都拉斯、印尼、巴布亞新畿內亞、祕魯、菲律賓等國亦有裝備，亦曾被美國海軍陸戰隊作步兵自動步槍（Infantry Automatic Rifle，IAR）計劃招標測試，但最後中標的是黑克勒&科赫的HK416的衍生型，HK IAR，並且被美国海军陆战队命名為M27 IAR。
2023年，新加坡武裝部隊決定以柯特IAR取代服役已久的Ultimax 100。

## 使用國
- 不丹
- 智利
- 哥伦比亚
- 賽普勒斯
- 东帝汶
- 斐济
- 印度尼西亞
- 利比亞
- 摩洛哥
- 秘魯
- 菲律賓
- 塞爾維亞
- 新加坡
- 所罗门群岛
- 斯洛維尼亞
- 斯里蘭卡
- 南非
- 泰國
- 美国
- 乌拉圭
- 辛巴威

## 流行文化

### 電子遊戲
- 2007年—《穿越火线》：命名为“Ultimax 100”，以100发弹鼓供彈，原为点券武器，2014年12月17日更新后改为GP贩卖，16000GP/永久。
- 2007年—：命名為「Ultimax 100」，以100发弹鼓供彈，韓國版最早已於2016年4月7日推出。
- 2012年—：遊戲中唯一的機槍，型號為Mk 3型，命名為「Ultramax」，以60發彈鼓供彈，衍生型為：迪克斯達型。
- 2013年－：型號為Mk 5型，命名為「U-100 MK5」（中文版則命名為「U-100 MK5輕機槍」），發射5.56×45毫米NATO子彈，以彈匣供彈，載彈量為30+1發，初始攜彈量為138發，最高攜彈量為250發（攻擊裝備等級2：彈藥），預設具有兩腳架。單人模式之中可在解鎖後由美国海军陆战队精英小隊「墓碑」隊長丹尼爾·雷克（Daniel Recker）所使用；多人聯機模式時為美國、中國及俄羅斯三方「支援兵」（Support）的預設武器，被歸類為轻机枪，並可以使用全像、放大鏡（放大2倍）、防火帽、寛型握把、M145（放大3.4倍）、雷射瞄準器、制動器、反射式、手電筒、舒適握把、消音器、ACOG（放大4倍）、直角握把、重型槍管以及七件戰鬥包附件（FLIR（紅外線放大2倍）、稜鏡（放大3.4倍）、JGM-4（放大4倍）、土狼、消焰器、折疊握把、馬鈴薯握把、直立握把、綠點雷射瞄準器、紅外線夜視鏡（紅外線放大1倍）、眼鏡蛇、LS06消音器、PBS-4消音器、雷射／燈光組合、PKA-S、PK-A（放大3.4倍）、PSO-1（放大4倍）、R2消音器、戰術燈、三光束雷射、HD-33當中之七）。
- 2014年—《看门狗》：命名为“U100轻机枪”。以75发弹鼓供弹。
- 2016年—《看门狗2》：命名为“U100轻机枪”。以75发弹鼓供弹。

## 外部連結
- （中文）—槍炮世界—Ultimax 100輕機槍 （页面存档备份，存于）
- （英文）—ultimaxsaw.com （页面存档备份，存于）
- （英文）—CIS Ultimax 100
- （英文）—ST Kinetics Ultimax頁面
- （英文）—ST Kinetics Ultimax PDF格式
- （英文）—uvouch.com-Ultimax100的射擊短片